# Francisco L. Urquizo
Francisco Luis Urquizo Benavides (San Pedro de las Colonias, Coahuila; 27 de junio de 1891-Ciudad de México; 6 de abril de 1969), conocido como Francisco L. Urquizo, fue un militar, escritor e historiador mexicano que se desempeñó como secretario de Guerra y Marina entre el 17 de septiembre de 1919 y el 20 de mayo de 1920 el presidente Venustiano Carranza y como secretario de la Defensa Nacional (el mismo cargo pero con un cambio de nombre) entre el 1 de septiembre de 1945 y el 30 de noviembre de 1946 del presidente Manuel Ávila Camacho.
Fue parte del movimiento literario de la novela revolucionaria junto con Mariano Azuela, Mauricio Magdaleno, Martín Luis Guzmán y José Vasconcelos que consiste en el relato literario de los episodios de esa lucha armada. Tropa vieja, considerada su mejor obra narrativa, lo hizo acreedor del sobrenombre «novelista del soldado».

## Carrera militar durante la Revolución mexicana
Francisco L. Urquizo se unió en 1911 a la Revolución Mexicana en su natal Coahuila a las órdenes de Emilio Madero; al triunfo del maderismo, se incorporó a la Guardia Presidencial de Francisco I. Madero, luchando a su lado durante la Decena Trágica. A la muerte del presidente Madero, se evadió de la Ciudad de México y combatió a la usurpación huertista en el Ejército Constitucionalista al mando de Venustiano Carranza, organizando un batallón de zapadores con voluntarios de la región carbonífera de Coahuila, con el que atacó y derrotó en Candela a la guarnición federal al mando de José Alessio Robles (8 de julio de 1913); participó en la toma de Torreón y en el ataque a Monterrey con la División del Norte. 
Recibió el grado de General de Brigada en 1916; fue sucesivamente comandante de la Escolta del Primer Jefe del Ejército Constitucionalista, comandante militar del Puerto de Veracruz, de la Ciudad de México y Jefe de las Operaciones Militares en el Estado de Veracruz; organizó y tuvo a su mando la División Supremos Poderes, fundó la Academia de Estado Mayor, germen del actual Heroico Colegio Militar. Siempre leal a Carranza, frente a Francisco Villa y la Convención primero, y a Álvaro Obregón y sus partidarios cuando este se sublevó contra el gobierno, enarbolando el Plan de Agua Prieta; ya como secretario de Guerra y Marina (1920), combatió a los insurrectos que amagaban los trenes en que se retiraba el gobierno, abandonando la Ciudad de México hacia Veracruz, en los combates de Apizaco, Rinconada y Aljibes; tras la derrota en este último poblado y el posterior asesinato del presidente Carranza en Tlaxcalantongo, Puebla, el 21 de mayo de 1920, fue encarcelado junto con los generales Francisco Murguía, Francisco de Paula Mariel y Juan Barragán en la prisión militar de Santiago Tlatelolco; al ser liberado optó por exiliarse en Europa; fue durante el exilio cuando comenzó su fructífera obra literaria, que daría obras tan significativas del género, como Tropa vieja.

## Trayectoria al finalizar la Revolución mexicana
Ya de regreso en el país, durante el gobierno de Lázaro Cárdenas del Río, este lo invitó a reintegrarse al Ejército, por sus antecedentes y como parte de la estrategia de consolidar el poder del Presidente frente al maximato de Plutarco Elías Calles. Fue ascendido a General de División por el presidente Manuel Ávila Camacho; a partir de 1942, como subsecretario de la Defensa, impulsó la modernización del Ejército Mexicano, instituyó el Servicio Militar Nacional, formó la Brigada Motomecanizada, la Escuela de Clases y el Cuerpo de Paracaidistas. Concibió la creación del Escuadrón 201 de la Fuerza Aérea Expedicionaria Mexicana, que combatiría con los Aliados en el frente del Pacífico durante la Segunda Guerra Mundial, al cual abanderó en Greenville, Texas, el 23 de febrero de 1945. Como secretario de la Defensa Nacional en el último tramo de su gobierno y con ese cargo fue uno de los garantes del respeto del Ejército a su salida constitucional de la actividad política y la llegada de un civil a la Presidencia de la República. Recibió diversas condecoraciones de los gobiernos de Argentina, Cuba, Ecuador, Estados Unidos, Guatemala, Haití, Polonia y Venezuela.
Colaboró como articulista para los periódicos El Nacional, El Universal y para las revistas Mañana, El Legionario, El Universal Ilustrado y Tópicos.
Fue comandante de la Legión de Honor Mexicana, miembro de la Sociedad Mexicana de Geografía y Estadística, fundador del Instituto de Estudios Históricos de la Revolución Mexicana, y en 1967 recibió la Medalla Belisario Domínguez del Senado de la República.
Sus restos mortales fueron trasladados a la Rotonda de las Personas Ilustres el 6 de agosto de 1994.

## Principales obras publicadas
- Memorias de campaña
- Tropa vieja
- ¡Viva Madero!
- Páginas de la Revolución
- La ciudadela quedó atrás

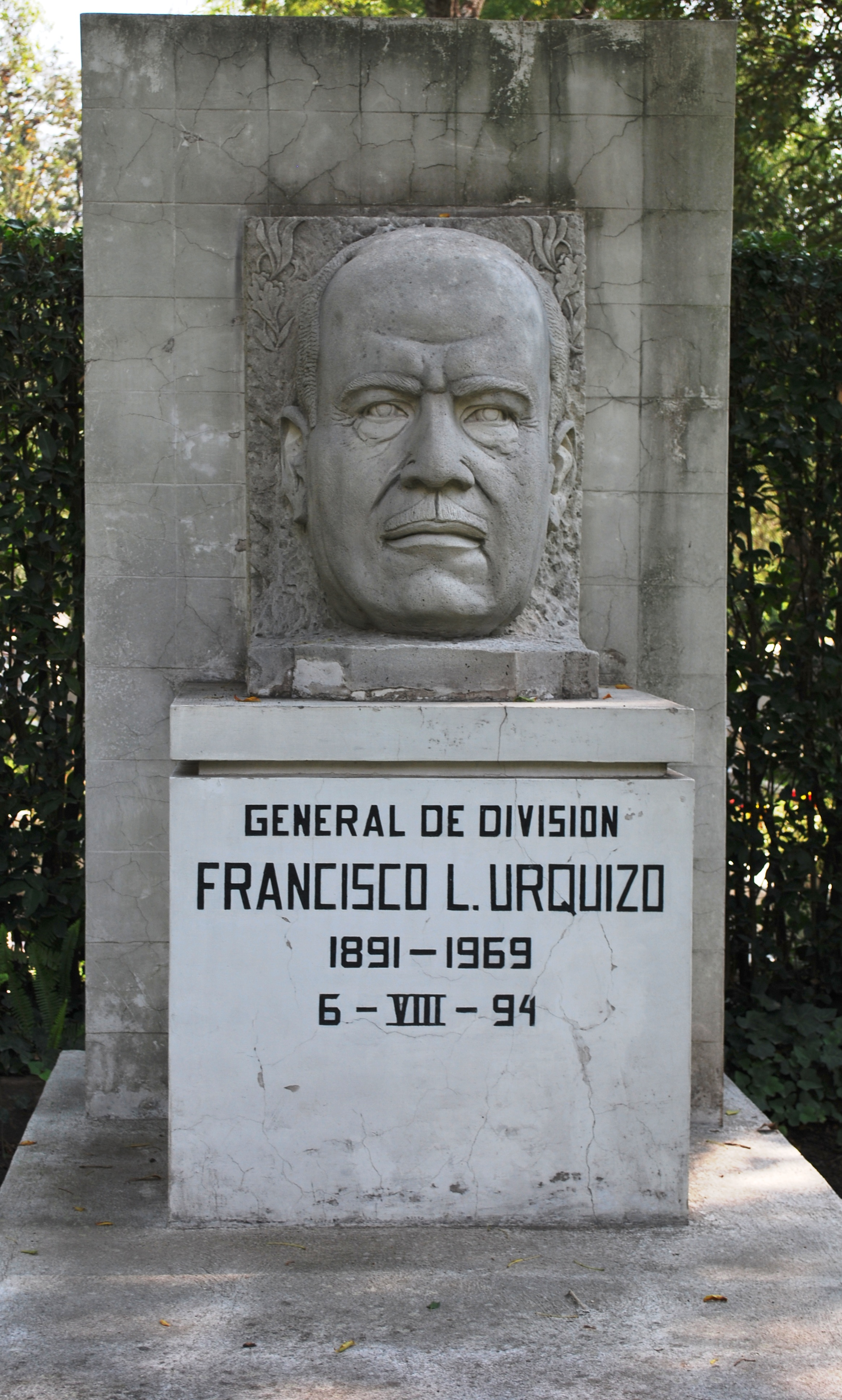
Sepulcro de Francisco L. Urquizo en la Rotonda de las Personas Ilustres

- Fui soldado de levita de esos de caballería
- México - Tlaxcalantongo
- Morelos, genio militar de la Independencia
- Europa Central en 1922
- A un joven militar mexicano
- Madrid de los años veinte
- Recuerdo que...: Visiones aisladas de la Revolución
- Tres de diana
- Charlas de sobremesa
- El Capitán Arnaud
- Lo incognoscible